# Kiuruvesi
Kiuruvesi este o comună din Finlanda.